# WZRL
WZRL (98,3 FM) é uma estação de rádio comercial licenciada para Plainfield, Indiana, servindo a área metropolitana de Indianápolis. Ela transmite um formato de rádio urbano convencional e pertence e é operado pela iHeartMedia, Inc. A licença de transmissão da WZRL é mantida pela iHM Licenses, LLC. A WZRL apresenta o programa matinal de tempo de carro The Breakfast Club da copropriedade WWPR-FM da cidade de Nova York.
WZRL tem uma potência irradiada efetiva (ERP) de 3.000 watts. Transmite no formato híbrido HD Radio.